# ПУПС — Солидарност и правда
Партија уједињених пензионера, пољопривредника и пролетера Србије — Солидарност и правда (скраћено ПУПС — Солидарност и правда) је политичка странка у Србији која се залаже за интересе пензионера.
До 2022. била је позната као Партија уједињених пензионера Србије (ПУПС). Странку су 2005. основали Јован Кркобабић и бивши чланови Социјалистичке партије Србије (СПС). Између 2008. и 2016. била је део коалиције коју предводи СПС, а од 2016. део је коалиције коју предводи Српска напредна странка. Тренутно је води Милан Кркобабић, који је председник од 2014. Задржава и друштвено конзервативне ставове.

## Идеологија и платформа
Залаже се за интересе пензионера, док истовремено задржава и друштвено конзервативне ставове.

## Списак председника
| #  | # | Председник      | Председник | Рођење—смрт | Почетак мандата | Завршетак мандата |
| -- | - | --------------- | ---------- | ----------- | --------------- | ----------------- |
| 1. |   | Јован Кркобабић |            | 1930—2014.  | 10. мај 2005.   | 22. април 2014.   |
| 2. |   | Милан Кркобабић |            | 1952—       | 28. јун 2014.   | данас             |

## Резултати на изборима

### Парламентарни избори
| Избори | Коалиција                                  | # гласова | % од важећих | # посланика | Влада          |
| ------ | ------------------------------------------ | --------- | ------------ | ----------- | -------------- |
| 2007   | са СДП                                     | 227,580   | 5,64%        | 0 / 250     | ван парламента |
| 2008   | са СПС-ЈС                                  | 313.896   | 7,58%        | 5 / 250     | владајући      |
| 2012   | са СПС-ЈС                                  | 567.689   | 14,51%       | 12 / 250    | владајући      |
| 2014   | са СПС-ЈС                                  | 484.607   | 13,49%       | 12 / 250    | подршка влади  |
| 2016   | са СНС-СДПС-СПО-НС ПС-СНП-ПСС-СДСС-УСС-НСС | 1.823.147 | 48,25%       | 9 / 250     | владајући      |
| 2020   | са СНС-СДПС-СПО-ПС-СНП-ПСС-УСС-НСС         | 1.953.998 | 63,02%       | 9 / 250     | владајући      |
| 2022.  | са коалицијом Заједно можемо све           | 1.569.411 | 42,97%       | 6 / 250     | владајући      |
| 2023.  | са коалицијом Србија не сме да стане       | 1.783.701 | 48,07%)      | 6 / 250     | владајући      |

### Председнички избори
| Избори | Кандидат         | #  | 1. круг — гласови | %      | #                | 2. круг — гласови | %                | Резултат     | Детаљи                      |
| ------ | ---------------- | -- | ----------------- | ------ | ---------------- | ----------------- | ---------------- | ------------ | --------------------------- |
| 2008   | Милутин Мркоњић  | 4. | 245.889           | 5.91%  | без другог круга | без другог круга  | без другог круга | није изабран | подршка кандидату коалиције |
| 2012   | Ивица Дачић      | 3. | 556.013           | 14,23% | без другог круга | без другог круга  | без другог круга | није изабран | подршка кандидату коалиције |
| 2017   | Александар Вучић | 1. | 2.012.788         | 55,05% | без другог круга | без другог круга  | без другог круга | изабран      | подршка кандидату коалиције |
| 2022   | Александар Вучић | 3. | 2.216.526         | 58,54% | без другог круга | без другог круга  | без другог круга | изабран      | подршка кандидату коалиције |